# Kelley Armstrong
Pour les articles homonymes, voir Armstrong.
Œuvres principales
- Série Les Femmes de l'Autremonde
- Série Pouvoirs obscurs

Kelley Armstrong, née le 14 décembre 1968 à Grand Sudbury en Ontario au Canada, est une écrivaine de fantasy et scénariste canadienne.
Elle a publié treize romans dans la série Les Femmes de l'Autremonde destinée aux adultes, ainsi que six autres dans la série Pouvoirs obscurs, destinée aux jeunes adultes. Ses livres ont été traduits en français chez éditions Bragelonne puis réédités chez Milady, chez Castelmore et chez Hachette.

## Biographie
Kelley Armstrong naît à Grand Sudbury et grandit à London en Ontario. Durant sa jeunesse elle découvre la littérature fantastique et est particulièrement attirée par les histoires mettant en scène des loups-garous. Elle étudie la psychologie, puis l'informatique, à l'université de Western Ontario.
Bitten, son premier roman, est publié en 2001. Devant le succès remporté par le livre, son éditeur l'encourage à écrire une suite, puis une série de romans. Intitulée Les Femmes de l'Autremonde (Women of the Otherworld), elle est tirée à plus de 300 000 exemplaires au Canada. La trilogie Pouvoirs obscurs (The Darkest Powers), publiée à partir de 2008, s'adresse aux jeunes adultes. Lors de sa publication, le second roman, L'Éveil (The Awakening), se classe en tête de la liste des meilleures ventes établie par le New York Times. En 2013 paraît Mauvais augures (Omens), le premier roman d'une nouvelle série.

## Œuvres

### SérieLes Femmes de l'Autremonde
1. Morsure, Bragelonne, 2007 ((en) Bitten, 2001)Réédité chez Milady en janvier 2010
2. Capture, Bragelonne, 2008 ((en) Stolen, 2002)Réédité chez Milady en février 2010
3. Magie de pacotille, Bragelonne, 2008 ((en) Dime Store Magic, 2004)Réédité chez Milady en mars 2010
4. Magie d'entreprise, Bragelonne, 2009 ((en) Industrial Magic, 2004)Réédité chez Milady en juillet 2010
5. Hantise, Milady, 2010 ((en) Haunted, 2005)Réédité chez Bragelonne en janvier 2012
  - (en) ChaoticNouvelle publiée dans Dates from Hell
6. Rupture, Milady, 2011 ((en) Broken, 2006)Réédité chez Bragelonne en janvier 2012
  - (en) TwilightNouvelle publiée dans Many Bloody Returns
  - Traque, Milady, 2011 ((en) Stalked)Nouvelle publiée dans l'anthologie Lune de miel, lune de sang
7. Sacrifice, Bragelonne, 2012 ((en) No Humans Involved, 2007)Réédité chez Milady en juin 2012
8. Démoniaque, Bragelonne, 2012 ((en) Personal Demon, 2008)Réédité chez Milady en mai 2013
9. Apparition, Bragelonne, 2013 ((en) Living with the Dead, 2008)Réédité chez Milady en octobre 2013
10. (en) Frostbitten, 2009
11. (en) Waking the Witch, 2010
12. (en) Spell Bound, 2011
13. (en) Thirteen, 2012

Cette série a récemment été adaptée à la télévision au Canada et aux États-Unis en une série télévisée nommée Bitten, dont la deuxième saison est diffusée en 2015 dans ces pays.

### Divers de l'Autremonde
- (en) Men of the Otherworld, 2009Recueil de quatre nouvelles de l'Autremonde
- (en) Tales of the Otherworld, 2010Recueil de huit nouvelles de l'Autremonde
- (en) Otherworld Nights, 2014Recueil de huit nouvelles de l'Autremonde
- (en) Otherworld Chills, 2016Recueil de nouvelles de l'Autremonde

### SérieNadia Stafford
1. (en) Exit Strategy, 2007
2. (en) Made to Be Broken, 2009
3. (en) Wild Justice, 2013

### SériePouvoirs obscurs
Dans cette série, l'auteur narre l'histoire d'une adolescente nommée Chloé qui, depuis qu'elle est toute petite, voit des amis imaginaires dans sa cave. Quand elle est emmenée dans une maison pour adolescents perturbés, à Lyle House, des fantômes essayent de communiquer avec elle. Chloé découvrira de nombreux secrets. Que cachent les éducatrices ? Pourquoi certains adolescents ne sont plus là ? Une grande aventure commence pour Chloé.
1. L'Invocation, Castelmore, 2011 ((en) The Summoning, 2008)
2. L'Éveil, Castelmore, 2011 ((en) The Awakening, 2009)
3. La Révélation, Castelmore, 2011 ((en) The Reckoning, 2010)

### SérieClair obscur
Clair obscur est dérivée de Pouvoirs obscurs mais présenté par l'éditeur français comme en faisant partie. Les héros et leur périple sont différents mais le contexte reste le même - adolescents aux dons mystérieux en cavale pour survivre. Maya, doté de capacités qui sont au-dessus de la norme - elle peut sauter plus que les autres, courir plus vite et voir mieux que presque tout le monde, son meilleur ami, Daniel, et le nouveau, Rafe - mauvais garçon, qui a un lourd secret, vont fuir mais de nombreux obstacles les attendent.
1. Innocence, Castelmore, 2012 ((en) The Gathering, 2011)
2. Soupçons, Castelmore, 2015 ((en) The Calling, 2012)
3. Révolte, Castelmore, 2015 ((en) The Rising, 2013)

### SérieCainsville
1. Mauvais Augures, Bragelonne, 2014 ((en) Omens, 2013)
2. (en) Visions, 2014
3. (en) Deceptions, 2015
4. (en) Betrayals, 2016
5. (en) Rituals, 2017

Hors-série
- (en) Lost Souls, 2017
- (en) Rough Justice, 2018
- (en) Cruel Fate, 2019

### SérieAge of Legends
1. (en) Sea of Shadows, 2014
2. (en) Empire of Night, 2015
3. (en) Forest of Ruin, 2016

### SérieLes Légendes de Blackwell
Cette série est coécrite avec Melissa Marr (en).
1. Les Loups de l'apocalypse, Milan, 2014 ((en) Loki's Wolves, 2013)
2. Les Corbeaux d'Odin, Milan, 2015 ((en) Odin's Ravens, 2014)
3. (en) Thor's Serpents, 2015

### SérieAngel: Aftermath
Depuis 2009, Kelley Armstrong écrit le scénario d'une série limitée basée sur le personnage d'Angel, appelée Angel: Aftermath. Le premier numéro a été publié en février 2009 dans le numéro #18 de la série Angel.
L'histoire de Aftermath se déroule après la série Angel: After the Fall. Aftermath est considéré comme canonique, bien que non scénarisé par Joss Whedon. Ce dernier est néanmoins supposé approuver les scénarios de Kelley Armstrong.

### UniversRockton

#### SérieRockton
1. (en) City of the Lost, 2016
2. (en) A Darkness Absolute, 2017
3. (en) This Fallen Prey, 2018
4. (en) Watcher in the Woods, 2019
5. (en) Alone in the Wild, 2020
6. (en) A Stranger in Town, 2021
7. (en) The Deepest of Secrets, 2022

#### SérieHaven’s Rock
1. (en) Murder at Haven’s Rock, 2023

### SérieA Rip Through Time
1. (en) A Rip Through Time, 2022
2. (en) The Poisoner’s Ring, 2023

2,5 (en) Cocktails & Chloroform, 2024, roman court
- (en) Schemes & Scandals, 2025, roman court

1. Death at a Highland Wedding (2025)

### SérieLe Manoir Thorne
1. Les Mailles du temps, Mxm Bookmark, 2024 ((en) A Stitch in Time, 2020), trad. Lorraine Cocquelin, 384 p.  (ISBN 979-10-381-3668-7)

1,5 (en) Ballgowns & Butterflies, 2020
1. Un coup du sort, Mxm Bookmark, 2025 ((en) A Twist of Fate, 2021), trad. Lorraine Cocquelin, 328 p. (ISBN 979-10-381-3671-7)

2,5 (en) Snowstorms & Sleigh Bells, 2021
1. Le Cours du temps, Mxm Bookmark, 2025 ((en) A Turn of the Tide, 2022), trad. Lorraine Cocquelin, 328 p. (ISBN 979-10-381-3672-4)À paraître le 29 septembre 2025

3,5 (en) Ghosts & Garlands, 2022
1. (en) A Castle in the Air, 2023

- (en) Christmas at Thorne Manor, 2022, recueil de nouvelles

### Romans indépendants
- (en) Missing, 2017
- (en) Indigo, 2017Écrit avec Christopher Golden, Charlaine Harris, Tim Lebbon, Jonathan Maberry, Seanan McGuire, James A. Moore (en), Mark Morris, Cherie Priest et Kat Richardson (en).
- (en) Wherever She Goes, 2019
- (en) Someone Is Always Watching, 2023
- (en) Hemlock Island, 2023
- (en) I'll Be Waiting, 2024

### Nouvelles
- Traquée, Hachette, 2011 ((en) Hunting Kat, 2010)Publiée dans l'anthologie Lilith